# Otidiformes
Los otídidos (Otididae) son una familia de aves de gran tamaño que incluye a las avutardas y los sisones. 
El nombre "avutarda" proviene del latín "avis tarda", y significa "ave que se mueve lentamente", después "utarda", al que se añadió de nuevo "ave" para formar "avutarda".
También se las llama avucasta que puede significar ave sin teñir, en referencia a la avutarda común.
Actualmente se agrupan en su propio orden Otidiformes, aunque tradicionalmente se clasificaban en Gruiformes. Son de hábitos principalmente terrestres, y están asociados a ambientes secos, abiertos y esteparios del Viejo Mundo.
Las avutardas son omnívoras y oportunistas, comen hojas, brotes, semillas, frutos, pequeños vertebrados e invertebrados. Actualmente se reconocen 26 especies.

## Etimología
La palabra avutarda procede del francés antiguo bistarda y de algunas otras lenguas: abetarda (pt), abetarda (gl), avutarda (es) utilizada para la avutarda. El naturalista William Turner recogió la grafía inglesa "bustard" y "bistard" en 1544.
Todos los nombres comunes anteriores derivan del latín avis tarda o aves tardas dado por Plinio el Viejo, estos nombres fueron mencionados por el Pierre Belon en 1555 y Ulisse Aldrovandi en 1600. La palabra tarda viene de tardus en latín que significa "lento" y "deliberado", que es apto para describir el estilo de andar típico de la especie.

## Descripción

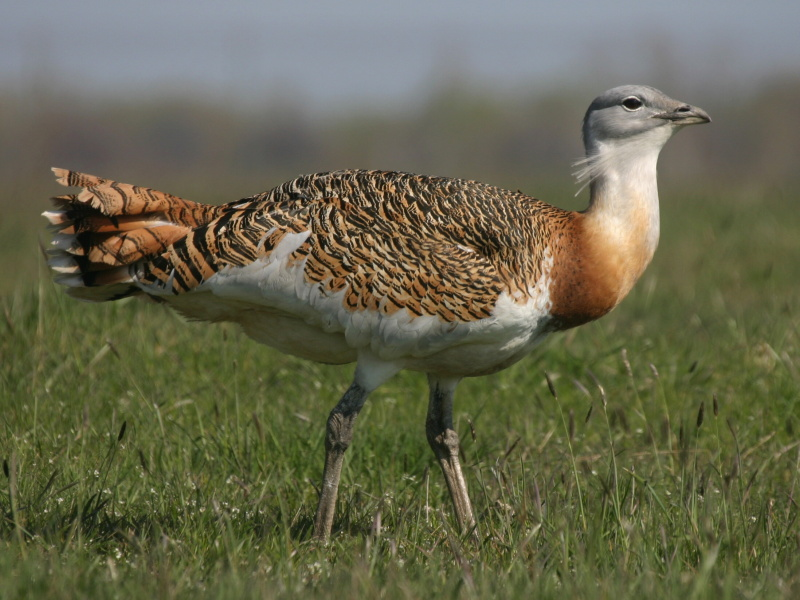
Macho de avutarda común
(Otis tarda).

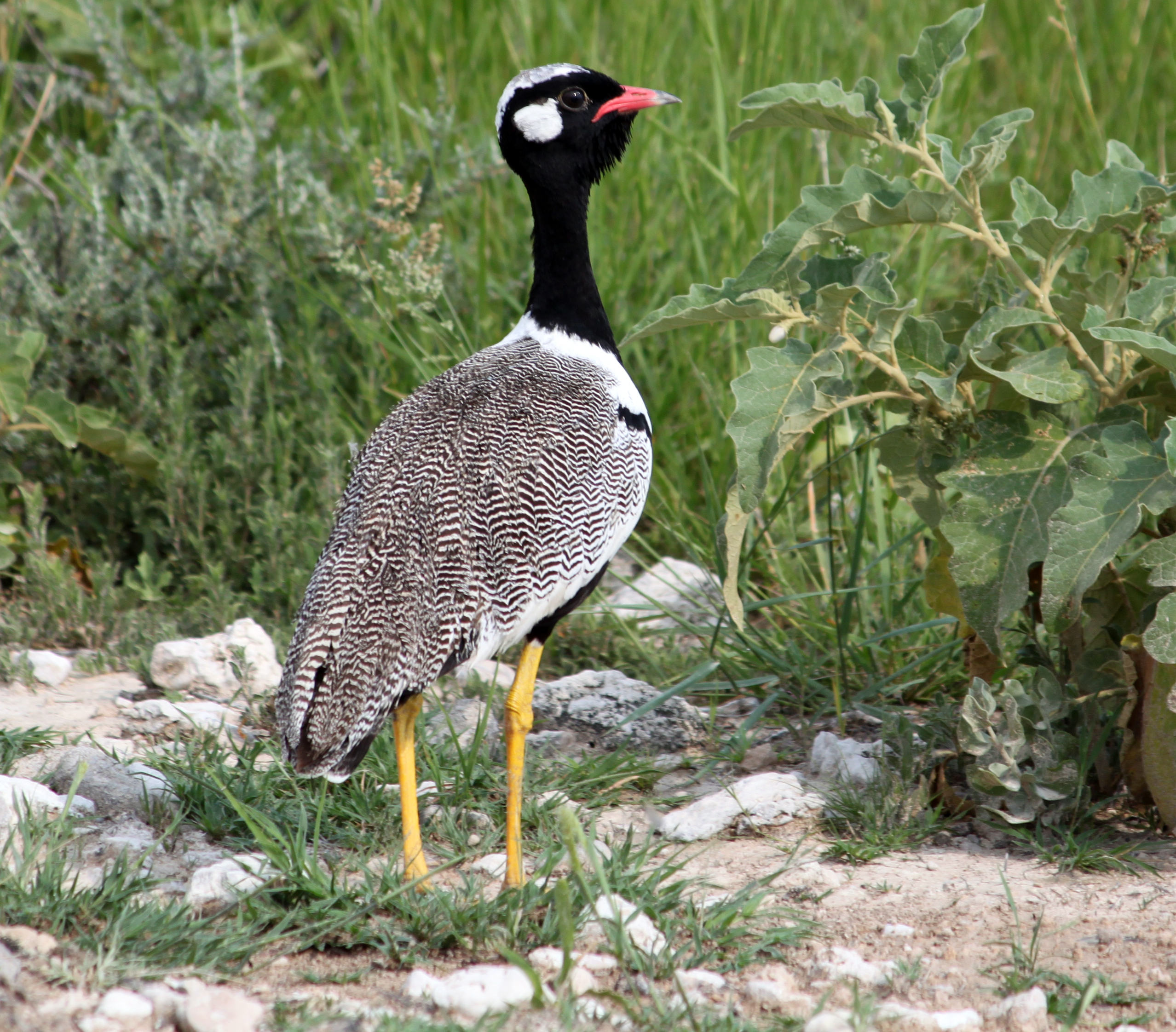
Sisón negro aliclaro
(Afrotis afraoides).

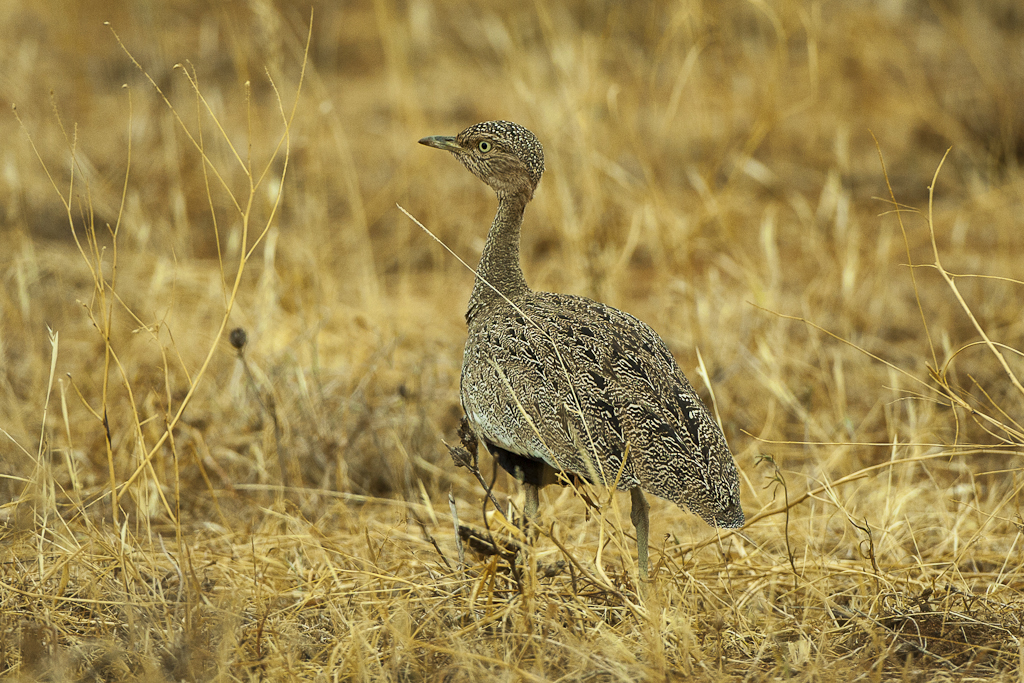
Sisón moñudo etíope
(Lophotis gindiana).

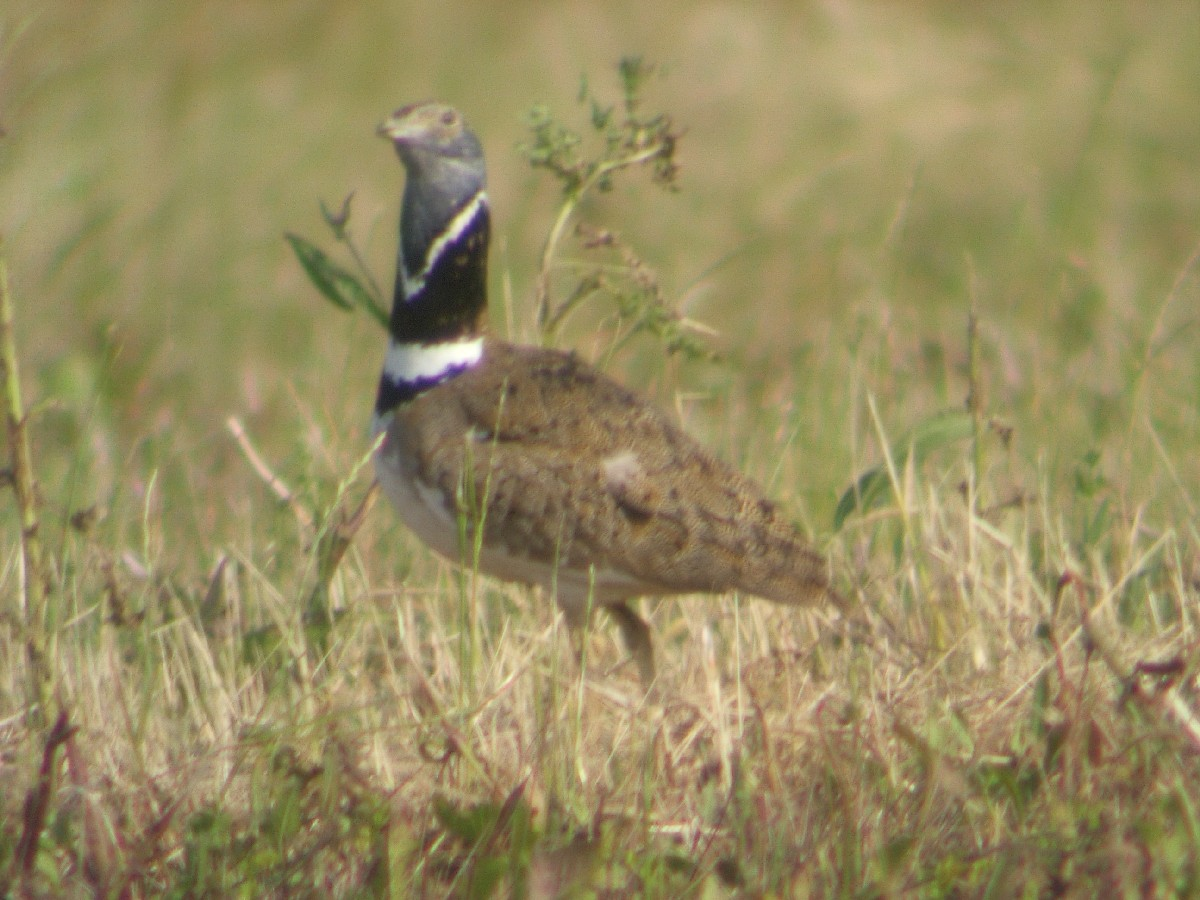
Sisón común (Tetrax tetrax).

Todos los otídidos son aves altas y bastante grandes. Las dos especies más grandes: la avutarda kori (Ardeotis kori) y la avutarda común (Otis tarda) son las aves voladoras más pesadas del mundo. En estas dos especies los machos más grandes superan los 20 kg de peso, y de media pesan 13,5 kg y pueden alcanzar una longitud total de 150 cm. La especie más pequeña es el sisón somalí (Eupodotis humilis), que mide unos 40 cm y pesa alrededor de 600 g. En la mayoría de las especies los machos son sustancialmente más grandes que las hembras, con frecuencia un 30% más largos y en algunos casos con un peso de más del doble. Se encuentran entre los grupos de aves con un mayor dimorfismo sexual. En dos de sus especies, el sisón de penacho (Sypheotides indica)  y el sisón bengalí (Houbaropsis bengalensis) este dimorfismo se invierte y las hembras adultas son ligeramente mayores que los machos.
La coloración de su plumaje es predominantemente crípcita. Sus alas tienen 10 plumas primarias y entre 16-24 secundarias. Tienen entre 18-20 réctrices en la cola.

## Comportamiento
Las avutardas son omnívoras y anidan en la tierra. Caminan erguidas sobre sus fuertes patas y grandes dedos. Tienen las alas anchas y largas, con patrones de plumaje llamativos en vuelo. Muchas tienen interesantes cortejos, en las que realizan acciones como inflar los sacos de sus gargantas, o elevar llamativas crestas. Las hembras depositan de 3 a 5 huevos oscuros y moteados, en una zona escarbada en el suelo, donde los incuban ellas solas.
Son gregarias fuera de la época de cría, pero son muy cautas y es difícil acercarse a ellas en los hábitat abiertos en los que se suelen encontrar.
La mayoría de las especies están en peligro a causa de la pérdida del hábitat y de la caza, incluso donde están protegidos.

## Comportamiento y ecología

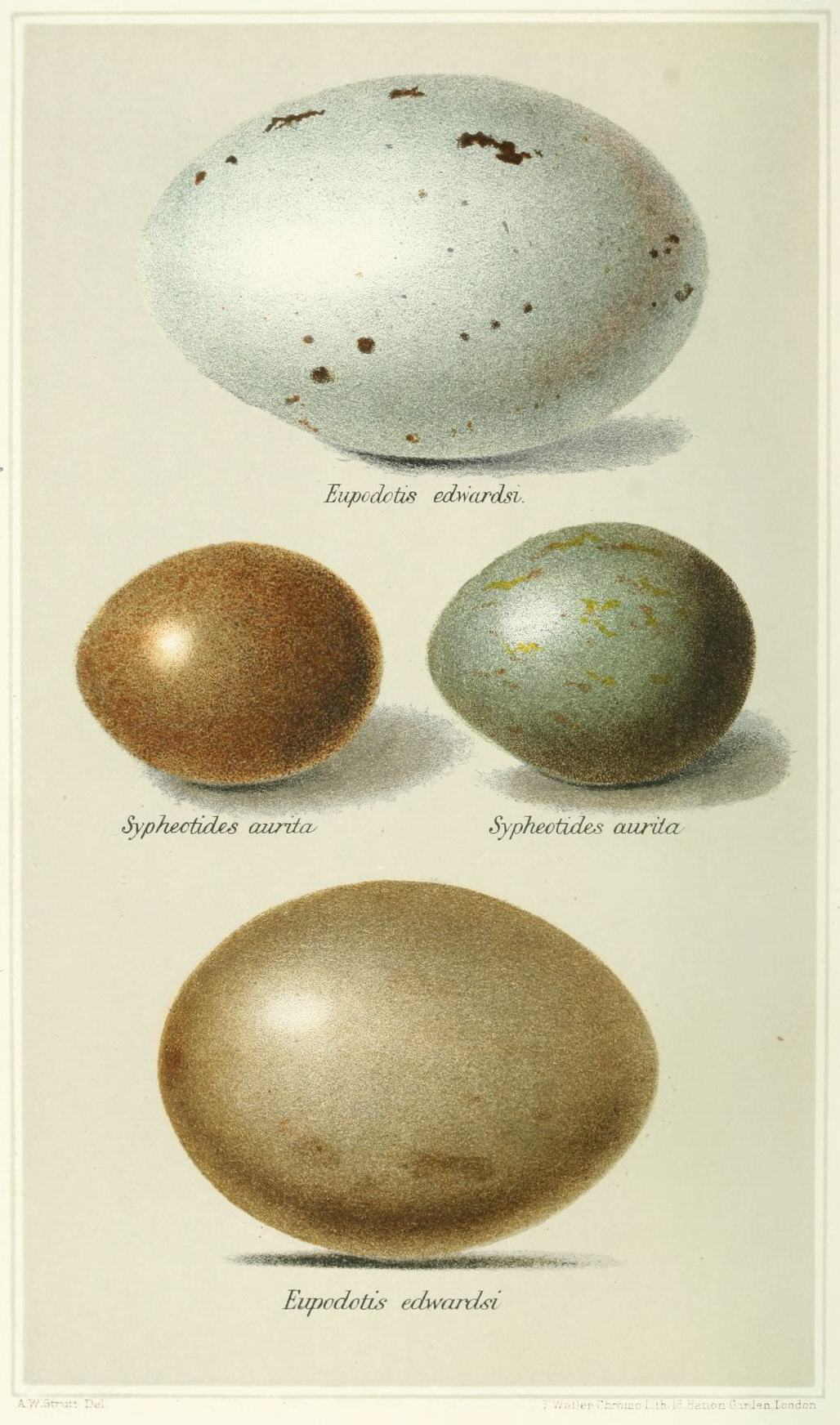
Huevos de avutarda.

Las avutardas son omnívoras, se alimentan principalmente de semillas e invertebrados. Hacen sus nidos en el suelo, por lo que sus huevos y crías suelen ser muy vulnerables a la depredación. Caminan con paso firme sobre sus fuertes patas y dedos gordos, picoteando en busca de comida a su paso. La mayoría prefiere correr o caminar a volar. Tienen alas largas y anchas con "dedos" en las puntas y llamativos patrones de vuelo. Muchos de ellos realizan interesantes exhibiciones de apareamiento, como inflar los sacos de la garganta o elevar elaboradas crestas emplumadas. La hembra pone de tres a cinco huevos oscuros y moteados en una grieta del suelo y los incuba sola.

## Géneros y especies
Family Otididae
La familia Otididae incluye once géneros y 26 especies:
- Género Otis
  - Otis tarda - avutarda común;
- Género Ardeotis
  - Ardeotis arabs - avutarda árabe;
  - Ardeotis kori - avutarda kori;
  - Ardeotis nigriceps - avutarda india;
  - Ardeotis australis - avutarda australiana;
- Género Chlamydotis
  - Chlamydotis undulata - avutarda hubara;
  - Chlamydotis macqueenii - avutarda hubara asiática;
- Género Neotis
  - Neotis ludwigii - avutarda de Namibia;
  - Neotis denhami - avutarda cafre;
  - Neotis heuglinii - avutarda somalí;
  - Neotis nuba - avutarda núbica;
- Género Eupodotis
  - Eupodotis senegalensis - sisón senegalés;
  - Eupodotis caerulescens - sisón azulado;
  - Eupodotis vigorsii - sisón del Karroo;
  - Eupodotis rueppellii - sisón de Damaraland;
  - Eupodotis humilis - sisón somalí;
- Género Lophotis
  - Lophotis savilei - sisón moñudo saheliano;
  - Lophotis gindiana - sisón moñudo etíope;
  - Lophotis ruficrista - sisón moñudo austral;
- Género Afrotis
  - Afrotis afra - sisón negro alioscuro;
  - Afrotis afraoides - sisón negro aliclaro;
- Género Lissotis
  - Lissotis melanogaster - sisón ventrinegro común;
  - Lissotis hartlaubii - sisón ventrinegro de Hartlaub;
- Género Houbaropsis
  - Houbaropsis bengalensis - sisón bengalí;
- Género Sypheotides
  - Sypheotides indica - sisón de penacho;
- Género Tetrax
  - Tetrax tetrax - sisón común.

| Imagen | Género                    | Especies vivas |
| ------ | ------------------------- | --- |
|        | Lissotis Reichenbach 1848 | - Lissotis hartlaubii, Lissotis hartlaubii (Heuglin 1863) - Lissotis melanogaster, Lissotis melanogaster (Rüppell 1835) - L. m. notophila Oberholser 1905 - L. m. melanogaster (Rüppell 1835) |
|        | Neotis Sharpe 1893        | - Nubian bustard, Neotis nuba - Ludwig's bustard, Neotis ludwigii - Denham's bustard, Neotis denhami - N. d. denhami (Denham's bustard) - N. d. jacksoni (Jackson's bustard) - N. d. stanleyi (Stanley bustard) - Heuglin's bustard, Neotis heuglinii |
|        | Ardeotis Le Maout 1853    | - Arabian bustard, Ardeotis arabs (Linnaeus 1758) - A. a. lynesi (Bannerman 1930) (Moroccan bustard) - A. a. stieberi (Neumann 1907) (great Arabian bustard) - A. a. arabs (Linnaeus 1758) - A. a. butleri (Bannerman 1930) (Sudan bustard) - Australian bustard, Ardeotis australis (Gray 1829) - Great Indian bustard, Ardeotis nigriceps (Vigors 1831) - Kori bustard, Ardeotis kori (Burchell 1822) - A. k. struthiunculus (Neumann 1907) (northern Kori bustard) - A. k. kori (Burchell 1822) (southern Kori bustard) |
|        | Tetrax Forster 1817       | - †T. paratetrax (Bocheński & Kuročkin 1987) - Little bustard, Tetrax tetrax (Linnaeus 1758) Forster 1817 |
|        | Otis Linnaeus 1758        | - †O. bessarabicus Kessler & Gal 1996 - †O. hellenica Boev, Lazaridis & Tsoukala 2014 - Great bustard, Otis tarda Linnaeus 1758 - O. t. tarda Linnaeus 1758 (western great bustard) - O. t. dybowskii Taczanowski 1874 (eastern great bustard) |
|        | Chlamydotis Lesson 1839   | - †C. affinis (Lydekker 1891a) Brodkorb 1967 - †C. mesetaria Sánchez Marco 1990 - MacQueen's bustard, Chlamydotis macqueenii (Gray 1832) - Houbara bustard, Chlamydotis undulata (Jacquin 1784) - C. u. fuertaventurae (Rothschild & Hartert 1894) (Canary Islands houbara bustard) - C. u. undulata (Jacquin 1784) (North African houbara bustard) |
|        | Houbaropsis Sharpe 1893   | - Bengal florican, Houbaropsis bengalensis (Statius Müller 1776) Sharpe 1893 - H. b. bengalensis (Statius Müller 1776) Sharpe 1893 - H. b. blandini Delacour 1928 |
|        | Sypheotides Lesson 1839   | - Lesser florican, Sypheotides indicus (Miller 1782) Lesson 1839 |
|        | Lophotis Reichenbach 1848 | - Red-crested korhaan, Lophotis ruficrista (Smith 1836) - Savile's bustard, Lophotis savilei Lynes 1920 - Buff-crested bustard, Lophotis gindiana (Oustalet 1881) |
|        | Heterotetrax Sharpe 1894  | - Little brown bustard, Heterotetrax humilis (Blyth 1855) - Karoo korhaan, Heterotetrax vigorsii (Smith 1831) - H. v. namaqua (Roberts 1932) - H. v. vigorsii (Smith 1831) - Rüppell's korhaan, Heterotetrax rueppelii (Wahlberg 1856) - H. r. fitzsimonsi (Roberts 1937) - H. r. rueppelii (Wahlberg 1856) |
|        | Eupodotis Lesson 1839     | - Blue korhaan, Eupodotis caerulescens (Vieillot 1820) - White-bellied bustard, Eupodotis senegalensis (Vieillot 1821) - E. s. barrowii (Gray 1829) (Barrow's/southern white-bellied bustard) - E. s. canicollis (Reichenow 1881) (Somali white-bellied knorhaan) - E. s. erlangeri (Reichenow 1905) - E. s. mackenziei White 1945 - E. s. senegalensis (Vieillot 1821) (Senegal bustard) |
|        | Afrotis Gray 1855         | - Southern black korhaan, Afrotis afra (Linnaeus 1758) - Northern black korhaan, Afrotis afraoides (Smith 1831) - A. a. etoschae (Grote 1922) - A. a. damarensis Roberts 1926 - A. a. afraoides (Smith 1831) |

## Historia
En 400 a. C., durante la Expedición de los Diez Mil mercenarios griegos dirigidos por Ciro el Joven para derrocar a su hermano Artajerjes II, un testigo directo de la expedición, el historiador griego Jenofonte menciona en el capítulo V del Anábasis la presencia de avutardas en la margen derecha del Éufrates. Él describe su carne como sabrosa.
La avutarda era supuestamente el animal favorito del almirante chino Zheng He.

## Contacto humano

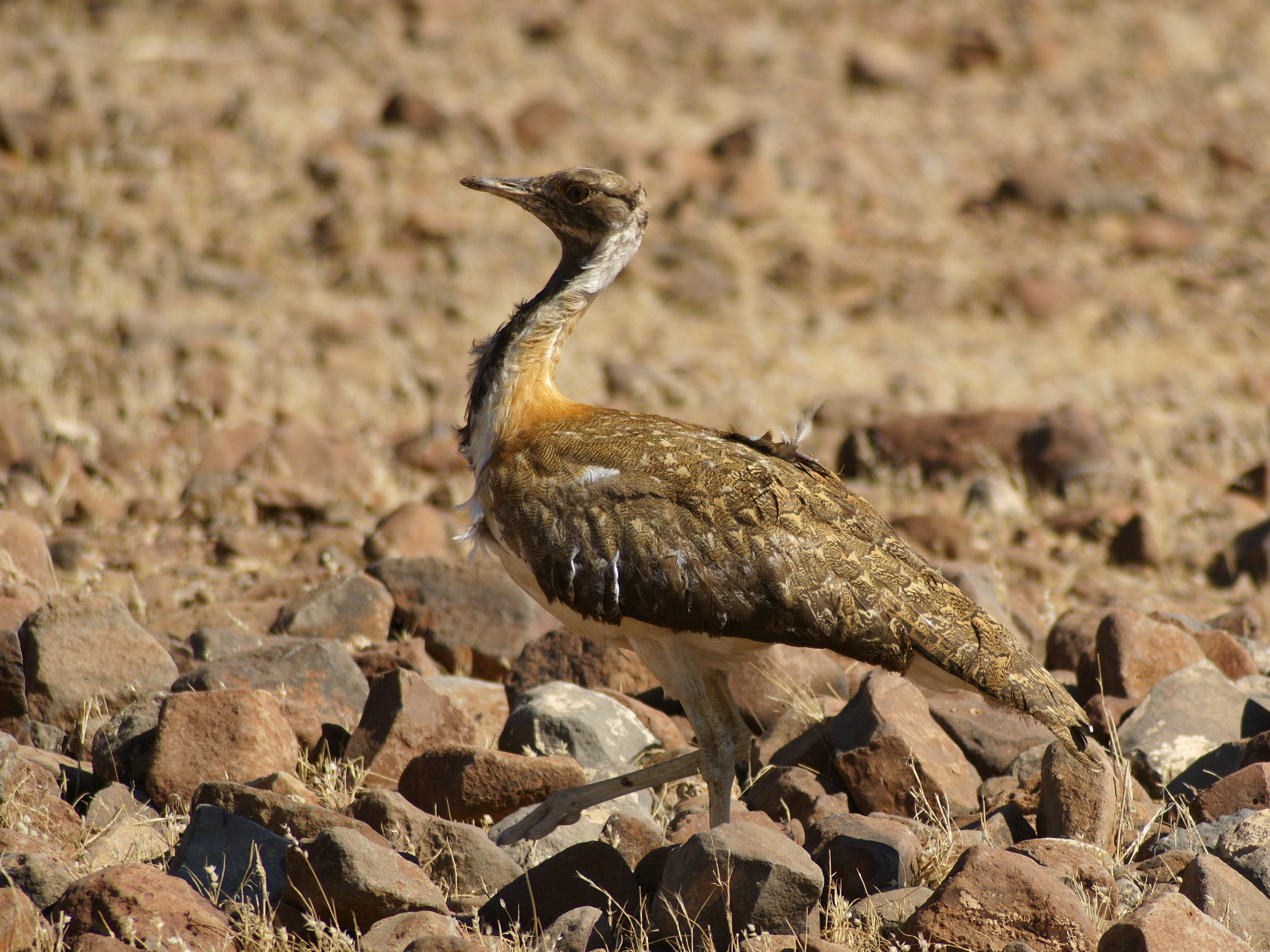
Avutarda de Namibia

Que las avutardas han sido familiares durante mucho tiempo a los humanos se muestra en pinturas rupestres prehistóricos, en los que ya se pueden ver grandes avutardas. Durante los últimos siglos, ambas especies europeas se han beneficiado de la deforestación y la creación de paisajes cultivados. Ambas especies eran consideradas como plaga porque se comían los cultivos. En el siglo XVIII y todavía en el XIX la avutarda era un ave muy común en toda Europa Central, que incluso se consideraba una molestia. El declive dramático que siguió se debe principalmente al uso de pesticidas, la industrialización de la agricultura y la caza. En 1990, el número de avutardas en Alemania se había reducido a 50 animales; Hoy, sin embargo, este número ha vuelto a aumentar gracias a los intensos esfuerzos de protección. En toda Europa, sin embargo, las existencias siguen cayendo; La avutarda está ahora completamente extinta en Suiza, Polonia, Suecia y Gran Bretaña.
Las avutardas solían comerse en Europa junto con sus huevos. Hoy en día, la carne de avutarda solo se consume en unas pocas partes del mundo, por ejemplo en Chad. Las sisones todavía se consideran una plaga en algunas áreas de Rusia. Por otro lado, muchas especies en África son muy populares porque siguen enjambres de langostas migratorias y las destruyen.
La caza de avutardas con halcones tiene una larga tradición en la península arábiga. Esta costumbre casi acabó con la avutarda hubara allí. Hoy en día, los turistas de los países árabes también cazan avutardas en África y Asia, ejerciendo una gran presión sobre las poblaciones.
La UICN actualmente clasifica dos especies como en peligro de extinción (Avutarda grande, Avutarda de cuello), dos como En peligro (Avutarda hindú, Avutarda barbuda) y una como En peligro crítico (Avutarda de bandera).

## Evolución
La datación genética indica que las avutardas evolucionaron c. hace 30 millones de años en el sur o el este de África, desde donde se dispersaron hacia Eurasia y Australia.